# Badaun (Distrikt)
Der Distrikt Badaun (Hindi बदायूँ जिला, Urdu ضلع بدایوں), oder Budaun, ist ein Distrikt im nordindischen Bundesstaat Uttar Pradesh. Sitz der Verwaltung ist die Stadt Badaun.

## Geschichte
Das Gebiet Badauns wurde 1801 zusammen mit der ganzen Region Rohilkhand durch den Nawab von Avadh (Oudh) an die Britische Ostindien-Kompanie abgetreten. Im Jahr 1824 wurde der Verwaltungsdistrikt Sahaswan geschaffen, der in den folgenden Jahren einige Änderungen der Verwaltungsgrenzen erfuhr. Seit 1844 blieben die Distriktgrenzen unverändert. 1856 wurde die Distriktverwaltung vom Ort Sahaswan nach Badaun verlegt. Der Distrikt bestand im unabhängigen Indien (ab 1947) fort und kam zum Bundesstaat Uttar Pradesh.
Am 28. September 2011 wurde die Bildung eines neuen Distrikts Bhimnagar (2012 umbenannt in Sambhal) aus Teilen Badauns durch die damalige Chief Ministerin von Uttar Pradesh Mayawati bekanntgegeben.

## Bevölkerung
Die Volkszählung 2011 fand noch auf Basis der alten Distriktgrenzen statt (vor der Bildung des Distrikts Sambhal). Die Ergebnisse der Volkszählung 2021 sind noch nicht veröffentlicht. Zuverlässige Daten zur Bevölkerung sind daher nicht verfügbar.